# Ophrys mulierum
Ophrys mulierum är en orkidéart som beskrevs av Helmut Baumann och Siegfried Künkele. Ophrys mulierum ingår i ofryssläktet, och familjen orkidéer.
Artens utbredningsområde är Grekland. Inga underarter finns listade i Catalogue of Life.